# Fußball-Weltmeisterschaft der Frauen 1991/Statistik
Dieser Artikel gibt einen Überblick über die Rekorde und Statistiken zur Fußball-Weltmeisterschaft der Frauen 1991.

## Torjägerinnen
- Erste Torschützin: Ma Li (Volksrepublik China) in der 22. Minute des Eröffnungsspiels gegen Norwegen
- Schnellste Torschützin: Lena Videkull (Schweden) in der 30. Sekunde beim 8:0-Sieg gegen Japan (schnellste Torschützin der WM-Geschichte)
- Erste erfolgreiche Strafstoßschützin: Bettina Wiegmann (Deutschland) in der 10. Minute zum 1:0 beim 3:0-Sieg gegen Chinesisch Taipeh
- Erste Eigentorschützin: Terry McCahill (Neuseeland) in der 30. Minute zum 0:1 bei der 0:4-Niederlage gegen Norwegen
- Erster Hattrick: Carolina Morace (Italien) in der  37., 52. und 66. Minute beim 5:0-Sieg gegen Chinesisch Taipeh
- Erste Torschützin mit 5 Toren in einem WM-Spiel: Michelle Akers (USA) in der 8., 29., 33., 44. (Elfm.) und 48. Minute beim 7:0-Sieg gegen Chinesisch Taipeh, davon die ersten drei Tore als „lupenreiner Hattrick“. Erst 2019 gelangen Alex Morgan (USA) beim 13:0-Sieg gegen Thailand wieder 5 Tore in einem WM-Spiel.
- Der erste vergebene Elfmeter: Tone Haugen (Norwegen) im 1. WM-Spiel am 16. November 1991 gegen China.

### Beste Torschützinnen
Die 10 Tore von Michelle Akers (USA) sind die meisten Tore einer Spielerin in einem Weltmeisterschaftsturnier. Sie blieb damit WM-Rekordtorschützin bis zum 17. September 2007, nachdem sie acht Jahre später noch zwei Tore erzielen konnte.
| Rang | Spielerin        | Tore |
| ---- | ---------------- | ---- |
| 1    | Michelle Akers   | 10   |
| 2    | Heidi Mohr       | 7    |
| 3    | Carin Jennings   | 6    |
|      | Linda Medalen    | 6    |
| 5    | Lena Videkull    | 5    |
| 6    | April Heinrichs  | 4    |
|      | Liu Ailing       | 4    |
|      | Carolina Morace  | 4    |
|      | Pia Sundhage     | 4    |
| 10   | Anneli Andelén   | 3    |
|      | Tina Svensson    | 3    |
|      | Bettina Wiegmann | 3    |

Zudem fünf Spielerinnen mit zwei Toren, 28 Spielerinnen mit einem Tor und zwei Eigentore

## Abschlusstabelle WM 1991
Rangliste nach Kriterien der FIFA:
| Rang | Mannschaft          | Spiele | Gewonnen | Unentschieden | Verloren | Tore  | Tordifferenz | Punkte |
| ---- | ------------------- | ------ | -------- | ------------- | -------- | ----- | ------------ | ------ |
| 01   | Vereinigte Staaten  | 6      | 6        | 0             | 0        | 25:05 | +20          | 12:0   |
| 02   | Norwegen            | 6      | 4        | 0             | 2        | 14:10 | +4           | 8:4    |
| 03   | Schweden            | 6      | 4        | 0             | 2        | 18:07 | +11          | 8:4    |
| 04   | Deutschland         | 6      | 4        | 0             | 2        | 13:10 | +3           | 8:4    |
| 05   | Volksrepublik China | 4      | 2        | 1             | 1        | 10:4  | +6           | 5:3    |
| 06   | Italien             | 4      | 2        | 0             | 2        | 08:05 | +3           | 4:4    |
| 07   | Dänemark            | 4      | 1        | 1             | 2        | 07:06 | +1           | 3:5    |
| 08   | Chinesisch Taipeh   | 4      | 1        | 0             | 3        | 02:15 | −13          | 2:6    |
| 09   | Brasilien           | 3      | 1        | 0             | 2        | 01:07 | −6           | 2:4    |
| 10   | Nigeria             | 3      | 0        | 0             | 3        | 00:07 | −7           | 0:6    |
| 11   | Neuseeland          | 3      | 0        | 0             | 3        | 01:11 | −10          | 0:6    |
| 12   | Japan               | 3      | 0        | 0             | 3        | 00:12 | −12          | 0:12   |

Anmerkungen:
- Entscheidend für die Reihenfolge nach FIFA-Kriterien ist zunächst die erreichte Runde (Sieger, Finalist, Dritter, Halbfinalist, Viertelfinalist, Vorrundenteilnehmer). Ist die erreichte Runde gleich, entscheiden der Reihe nach die Zahl der Punkte, die Tordifferenz, die Zahl der geschossenen Tore und der direkte Vergleich.
- Entscheidungen nach Verlängerung werden mit dem Stand nach 120 Minuten gewertet.

## Spielerinnen
- Früheste Einwechslung: Torhüterin Hong Li-chyn (Chinesisch Taipeh) in der 6. Minute des Spiels gegen Nigeria für  Mittelfeldspielerin Liu Hsiu-mei, nachdem Torhüterin Lin Hui-fang als erste Spielerin der WM-Geschichte die Rote Karte erhalten hatte.

## Trainer
- Jüngster Trainer eines Weltmeister-Teams war 1991 der US-Amerikaner Anson Dorrance mit 40 Jahren.
- Lediglich die Nigerianerinnen wurden von einem ausländischen Trainer betreut, dem Niederländer Jo Bonfrere
- Gunilla Paijkull (Schweden) war die einzige Trainerin, die anderen 11 Mannschaften wurden von Männern trainiert.

## Schiedsrichter / innen
- Claudia Vasconcelos (Brasilien) war 1991 die erste weibliche Schiedsrichterin bei der WM. Sie leitete das kleine Finale zwischen Schweden und Deutschland.
- Wadsim Schuk (Sowjetunion, nun Weißrussland) ist der einzige Schiedsrichter, der ein WM-Finale der Frauen pfiff

## Qualifikation
- 49 Mannschaften wurden zur Qualifikation gemeldet, vier afrikanische Mannschaften zogen aber zurück.
- In Europa, Asien, Nord- und Südamerika sowie Ozeanien diente die Qualifikation auch als Kontinentalmeisterschaft, in Afrika als inoffizielle Afrikameisterschaft. Dabei war es in Nord- und Südamerika sowie Afrika die erste kontinentale Meisterschaft der Frauen.
- Dadurch nahmen alle Kontinentalmeister an der WM teil.
- Für die afrikanischen Frauen war das erste Qualifikationsspiel auch das allererste Länderspiel, in Südamerika für Chile und Venezuela und in der CONCACAF-Qualifikation für Costa Rica, Haiti, Jamaika sowie Trinidad und Tobago. Dort nahm auch Martinique teil, das kein FIFA-Mitglied ist.

## Besonderheiten
- Für Norwegen begann bei dieser WM die längste Serien mit mindestens einem Tor pro Spiel: 15 Spiele (1991–1999)
- Für Neuseeland begann bei dieser WM die längste Niederlagenserie mit 8 Spielen (1991–2011). Da Neuseeland aber nicht an allen WM-Turnieren teilnahm, hatte zeitweise Dänemark mit 7 Niederlagen (1995–2007) den Rekord inne.
- Für Neuseeland begann bei dieser WM auch die längste Serie ohne einen Sieg mit 15 Spielen (1991–2019)
- Zudem  begann bei dieser WM für Neuseeland hier auch die längste Vorrundenaus-Serie: 1991, 2007, 2011, 2015 und 2019 (dazwischen dreimal nicht qualifiziert)
- Für Japan (1991–2005) und Nigeria (1991–1995 sowie 2007–2011)  begann bei dieser WM die längste Serie ohne eigenes Tor mit je 4 Spielen, die aber später von Ghana (1999–2003) und Nordkorea (2007–2011) eingestellt wurden.
- Das 7:0 der USA gegen Chinese-Taipeh ist der höchste Sieg in einem WM-Viertelfinale der Frauen
- Das 8:0 von Schweden gegen Japan war bis 2007 der höchste Sieg in einem WM-Spiel der Frauen, dann Deutschland	gegen Argentinien 11:0
- Das 4:0 zwischen Schweden und Deutschland ist der höchste Sieg im Spiel um Platz 3 bei den Frauen. Bei den Männern gelang dies ebenfalls Schwedendrei Jahre später gegen Bulgarien
- Der Rekord von 25 Toren in den 6 WM-Spielen der USA wurde von den USA erst 2019 überboten, wobei sie da in 7 Spielen ein Tor mehr erzielten.